# Umsuura
Umsuura (in russo Умсуура?), pseudonimo di Praskov'ja Varlamova (in russo Прасковья Варламова?), nata Čenjanova (Matta, 25 gennaio 1990), è una cantante russa di etnia jakuta.
È conosciuta principalmente per la sua partecipazione al Turkvision Song Contest 2020.

## Biografia
Nata da Marfa Petrovna e Dmitrij Pavlovič Čenjanov, è cresciuta nel piccolo villaggio di Matta, nella Repubblica di Sacha, insieme ai tre fratelli maggiori. La sua passione per la musica è nata all'età di tre anni, quando ha cominciato a cantare per i suoi parenti. Nel corso degli anni successivi, ha coltivato questo suo interesse, esibendosi in diversi spettacoli locali. La famiglia ha sempre sostenuto il sogno della figlia, giocando un ruolo fondamentale nella sua formazione. In particolare, il fratello di Praskov'ja, Semën Čenjanov, l'ha aiutata per oltre cinque anni nella produzione della sua musica.
Nel 2017, ha partecipato ai talent show yakuti Saŋa ırya e Etigèn Khomus. In seguito, ha iniziato a lavorare con il produttore discografico Elléem Vasil'evym.
Nel 2020, Umsuura ha rappresentato la Sacha-Jacuzia al Turkvision Song Contest, classificandosi al secondo posto con la canzone rock Mokhsoğollor, scritta da suo fratello Semën. Questa è stata la migliore posizione mai ottenuta dalla Jacuzia nella competizione.
Nel 2021, ha pubblicato il suo primo album intitolato Küḩün.

## Vita privata
Umsuura è sposata ed è madre di due figli. Attualmente lavora come artista presso il Teatro di varietà statale della Sacha.

## Discografia

### Album in studio
- 2021 – Küḩün